# العسيرات (قنا)
قرية العسيرات هي إحدى القرى التابعة لمركز فرشوط في محافظة قنا في جمهورية مصر العربية. حسب إحصاءات سنة 2006، بلغ إجمالي السكان في العسيرات 9083 نسمة، منهم 4622 رجل و4461 امرأة.